# Isabel LaRosa
Isabel LaRosa (* 18. September 2004 in Annapolis, Maryland) ist eine kubanisch-US-amerikanische Sängerin. Musikalisch ist sie dem Alt-Pop, dem Dark Pop und dem Electropop zuzuordnen.

## Leben
Isabel LaRosa wurde 2004 als Tochter einer kubanischen Mutter und eines amerikanischen Vaters in Annapolis geboren. Neben Englisch spricht sie außerdem spanisch. Sie wuchs in einem sehr musikalischen Haushalt auf und begleitete ihren Vater zu Jazzclubs, in denen er Saxophon spielte. Ihr Bruder spielte Gitarre und sie begleitete die beiden mit ihrem Gesang.
Am 8. September 2021 erschien ihre Debütsingle 16 Candles, später im Jahr gefolgt von Closer und Gameboy. Es folgten 2022 weitere Singles sowie ihre Debüt-EP I’m Watching You auf RCA Records. Erstmals in die Charts kam sie mit der Single I’m Yours, die sie 2022 veröffentlichte. Das Lied kam mit einem von ihr gedrehten Musikvideo, das von den Fernsehserien Euphoria und Stranger Things Staffel 1 geprägt war. Das Video erreichte nach der Veröffentlichung mehr als 120 Millionen Streams und das Lied ging auf TikTok viral. In den Vereinigten Staaten erreichte es zwar lediglich Platz 22 der Bubbling Under Hot 100, erreichte aber am 4. August 2023 eine Gold-Auszeichnung. Mit den Nachfolgesingles Older und Favorite erreichte sie die deutschen Charts.

## Diskografie

### Alben
- 2025: Raven (RCA Records, Slumbo Labs)

### EPs
- 2022: I’m Watching You (RCA Records, Slumbo Labs)
- 2023: You Fear the God That Loves You (RCA Records, Slumbo Labs)

### Singles
- 2021: 16 Candles
- 2021: Closer
- 2021: Gameboy
- 2022: Therapy
- 2022: Haunted
- 2022: Help
- 2022: Heaven
- 2022: Heartbeat
- 2022: I’m Yours (US: Platin)
- 2023: Older
- 2023: Eyes Don’t Lie
- 2024: Favorite
- 2024: Muse
- 2025: Home
- 2025: Cry For You

## Auszeichnungen für Musikverkäufe
| Goldene Schallplatte - Frankreich - 2024: für die Single I’m Yours - Polen - 2024: für die Single Eyes Don’t Lie - 2024: für die Single Favorite | Platin-Schallplatte - Polen - 2024: für die Single I’m Yours - 2024: für die Single Older - Ungarn - 2024: für die Single Favorite - 2025: für die Single Eyes Don’t Lie - 2025: für die Single Older 2× Platin-Schallplatte - Ungarn - 2025: für die Single I’m Yours |

Anmerkung: Auszeichnungen in Ländern aus den Charttabellen bzw. Chartboxen sind in ebendiesen zu finden.
| Land/RegionAuszeichnungen für Musikverkäufe (Land/Region, Auszeichnungen, Verkäufe, Quellen) | Silber  | Gold     | Platin     | Verkäufe  | Quellen         |
| -------------------------------------------------------------------------------------------- | ------- | -------- | ---------- | --------- | --------------- |
| Frankreich (SNEP)                                                                            | —       | Gold1    | —          | 100.000   | snepmusique.com |
| Polen (ZPAV)                                                                                 | —       | 2× Gold2 | 2× Platin2 | 150.000   | olis.pl         |
| Ungarn (MAHASZ)                                                                              | —       | —        | 5× Platin5 | 20.000    | slagerlistak.hu |
| Vereinigte Staaten (RIAA)                                                                    | —       | —        | Platin1    | 1.000.000 | riaa.com        |
| Vereinigtes Königreich (BPI)                                                                 | Silber1 | —        | —          | 200.000   | bpi.co.uk       |
| Insgesamt                                                                                    | Silber1 | 3× Gold3 | 8× Platin8 |           |                 |